# Patrick Ebert
Patrick Ebert (født 17. marts 1987 i Potsdam, Østtyskland) er en tysk fodboldspiller, der spiller som midtbanespiller hos FC Ingolstadt 04 i hjemlandet. Han har tidligere spillet hos blandt andet Hertha Berlin, Spartak Moskva og Real Valladolid.

## Landshold
Ebert har (pr. april 2018) endnu ikke optrådt for Tysklands A-landshold, men har dog optrådt tretten gange for landet på U-21 niveau.